# Bombus rufipes
Bombus rufipes är en biart som beskrevs av Amédée Louis Michel Lepeletier 1835. Den ingår i släktet humlor och familjen långtungebin. Inga underarter finns listade.

## Beskrivning
Håren på bakkroppen är helt svarta; hanarna har även ansiktet svarthårigt. Vingarna är mörka med svarta ribbor. Skenbenen på mellan- och bakbenen är vanligen orangehåriga; i bland annat populationen på Java är det dock vanligt med svarthåriga skenben. Drottningarna kan bli 24 till 26 mm långa, arbetarna 14 till 18 mm, och hanarna 15 till 18 mm.

## Ekologi
Humlan är en bergsart, som lever på höjder mellan 1 200 och 2 900 m.
Som många tropiska humlor dör bokolonierna inte ut till vintern strax efter könsdjuren (hanar och drottningar) har frambringats; i stället kläcks könsdjur åtet om, och kolonin förökas antingen genom att en ensam drottning lämnar boet, eller genom svärmning.
Arten är polylektisk, den söker näring från många olika växter, som bland andra Eurya acuminata (en växt i familjen Pentaphylacaceae och ljungordningen), ärtväxten Paraserianthes lophantha, familjen Melastomataceae i myrtenordningen, familjen Loranthaceae i sandelträdsordningen, släktet Cyrtandra i plisterordningen, familjen gloxiniaväxter, akantusväxterna Strobilanthes cernuus och Strobilanthes involucratus, måreväxten Metabolos rugosus, tidlöseväxten Disporum cantoniense samt Molineria capitulata (en växt i familjen Hypoxidaceae och sparrisordningen).

## Utbredning
Utbredningsområdet omfattar Malaysia samt Java, Sumatra med flera öar i Indonesien.